# Усадьба Попеля
Усадьба По́пеля (пол. Kamienica Pod Jagnięciem) — историческое здание, историческо-архитектурный памятник, находящийся в краковском районе XVIII Нова-Хута по адресу ул. Русецкая, 13. Памятник культуры Малопольского воеводства.
В начале XIX века село Руща получила в наследство Зофья Попель, которая была дочерью польского общественного деятеля Марцин Бадени. В 1830 году село было передано в наследство Павлу Попелю, который в 1863 году построил себе здесь усадьбу в стиле неоренессанса.
Усадьба была местом отдыха краковской аристократии. В начале XX века в ней бывал польский поэт и драматург Кароль Хуберт Ростворовский. Последней хозяйкой усадьбы была правнучка Павла Попеля Роза Кеневич из рода Попель. В 1945 году семья Попелей оставила усадьбу, которая вместе с близлежащей территорией была передана в собственность государства. В последующие годы в усадьбе располагался сельскохозяйственный кооператив, магазин и почтовое отделение. В здании также находились две квартиры. После того, как последние жильцы съехали из усадьбы, он постепенно стала приходить в упадок.
В июне 2011 года началась реставрация усадьбы.
Усадьба находится среди небольшого парка в английском стиле. В парке произрастают липы, дубы и буки. Некоторые деревья имеют возраст более двухсот лет.
8 декабря 2009 года усадьба была внесена в реестр памятников культуры Малопольского воеводства (№ А-1185|M).